# Alejandro San Martín y Satrústegui
Alejandro San Martín y Satrústegui (San Martín de Larráinzar, 17 de octubre de 1847-Madrid, 10 de noviembre de 1908) fue un médico y político español, ministro de Instrucción Pública y Bellas Artes durante el reinado de Alfonso XIII.

## Biografía
Nacido en el 17 de octubre de 1847 en San Martín de Larráinzar, un lugar de Ulzama (Navarra), estudió Medicina en Madrid, licenciándose en 1868. Tras obtener su doctorado en 1869, por la Universidad Central de Madrid, ejerció como médico de espuela en la Navarra rural. En 1874 obtuvo la cátedra de Terapéutica General en la Universidad de Cádiz y, en 1882 la de Patología Quirúgica en la Universidad Central de Madrid. Durante el azote de la enfermedad del cólera en Valencia en 1885, el doctor estudió las causas y efectos de dicha enfermedad.
Ingresó en la Academia Nacional de Medicina; tomó posesión del sillón número 25 el 29 de enero de 1888, cubriendo al fallecido José de Arce y Luque.
Comenzó su carrera política de senador en la legislatura de 1898, ejerciendo de senador hasta 1908.
Fue Ministro de Instrucción Pública y Bellas Artes entre el 10 de junio y el 6 de julio de 1906 en un gobierno presidido por Segismundo Moret.
Falleció en Madrid el 10 de noviembre de 1908. Su cuerpo, siguiendo sus deseos, fue trasladado envuelto en su toga académica a la Facultad de Medicina de Madrid para ser diseccionado al día siguiente por sus alumnos. 